# Zagora (Cetinje)
Pour les articles homonymes, voir Zagora.
Zagora (en serbe cyrillique : Загора) est un village du sud du Monténégro, dans la municipalité de Cetinje.

## Démographie

### Évolution historique de la population[1]
| 1948 | 1953 | 1961 | 1971 | 1981 | 1991 | 2003 |
| ---- | ---- | ---- | ---- | ---- | ---- | ---- |
| 150  | 136  | 126  | 78   | 70   | 41   | 27   |